# منتخب ويلز للكورفبال
منتخب ويلز للكورفبال هو ممثل ويلز الرسمي في المنافسات الدولية في كرة السلة الهولندية
.